# Quận Calhoun, Michigan
Quận Calhoun một quận thuộc tiểu bang Michigan, Hoa Kỳ. Quận lỵ đóng ở Marshall6. Theo điều tra dân số năm 2000 của Cục điều tra dân số Hoa Kỳ năm 2000, quận có dân số 137.985 người.
Quận Calhoun được lập ngày 19/10/1829 và được đặt tên theo John C. Calhoun. Chính qưyền quận được tổ chức lần đầu vào ngày 6/3/1833.

## Địa lý
Theo Cục điều tra dân số Hoa Kỳ, quận có diện tích 718 dặm vuông Anh (1.859,6 km2), trong đó có 10 dặm vuông Anh (25,9 km2)  là diện tích mặt nước.

### Quận giáp ranh
- Quận Eaton - bắc
- Quận Barry - tây bắc
- Quận Jackson - đông
- Quận Kalamazoo - tây
- Quận Hillsdale - đông nam
- Quận Branch - south
- Quận St. Joseph - tây nam